# Autophila limbata
Autophila limbata är en fjärilsart som beskrevs av Otto Staudinger 1871. Autophila limbata ingår i släktet Autophila och familjen nattflyn. Inga underarter finns listade i Catalogue of Life.